# Pachydactylus rangei
Pachydactylus rangei (намібійський піщаний гекон) — вид геконоподібних ящірок родини геконових (Gekkonidae). Мешкає в Анголі, Намібії і Південно-Африканській Республіці. Вид названий на честь німецького геолога Пауля Теодора Ранге. Утримується в неволі.

## Опис
Довжина намібійського піщаного гекона становить 13 см, враховуючи хвіст довжиною 6 см. Голова помітно відділена від стрункого тулуба, тіло сплющене. Забарвлення дуже бліде, рожевувато-коричневе, на спині є світло-коричневі смуги, особливо на боках, нижня частина тіла білувата. Забарвлення дозволяє намібійському піщаному гекону у маскуванні серед піска в пустелі. Очі великі, темні, випуклі, з вертикальними зіницями. Шкіра покрита дрібними гладкими лусочками, напівпрозора, через неї видно деякі внутрішні органи. Лапи тонкі, однак широкі, перетинчасті ступні допомагають гекону легко рити нори і бігати по пухкому піску, а клейкі подушечки на пальцях дозволяють йому підійматися по скелям. Хвости у самців є більш товстими, ніж у самиць. Вага самки може досягати 10 см, а вага самця — 6 г.

## Поширення і екологія
Намібійські піщані гекони мешкають в прибережних районах в провінції Намібе на південному заході Анголи, в Намібії та на крайньому північному заході Північнокапської провінції в ПАР. Вони є ендеміками прибережної пустелі Наміб, де зустрічаються не далі, ніж за 130 км від узбережжя, серед піщаних дюн і скель, місцями порослих низькорослою рослинністю. Живляться цвіркунами, кониками і дрібними павуками, а також жуками та іншими дрібними комахами, яких шукають серед піска. Ведуть нічний спосіб життя, день проводять в норах глибиною до 1 м. П'ють росу, можуть поглинати вологу через шкіру. Використовують різноманітні вокалізації, зокрема писки, тріск і навіть квакання.